# Clisson
Clisson (früher Cliczon, bretonisch Klison oder Sklison) ist eine französische Gemeinde mit 7459 Einwohnern (Stand 1. Januar 2022) im Département Loire-Atlantique in der Region Pays de la Loire; sie gehört zum Arrondissement Nantes und zum Kanton Clisson. Bekannt ist das Dorf durch das seit 2006 jährlich im Juni stattfindende Musikfestival Hellfest, dessen Bandauswahl vor allem Musik aus den Bereichen Hard Rock, Metal und Punk/Hardcore enthält.

## Geographie
Clisson liegt 30 Kilometer südöstlich von Nantes und 30 Kilometer westlich von Cholet. Nachbargemeinden sind Gétigné, Mouzillon, Gorges, Saint-Hilaire-de-Clisson, Cugand-la-Bernardière und Sèvremoine. Der Ort wird durch die Sèvre Nantaise geteilt, deren rechter Nebenfluss Moine hier mündet.

## Geschichte
Das Tal von Clisson war Teil der Grafschaft Herbauges. Das Tal wurde – gleichzeitig mit Herbauges, Mauges und dem Pays de Retz – endgültig bretonisch im Jahr 851 durch den Vertrag von Angers zwischen Karl dem Kahlen und dem bretonischen König Erispoë. Das Tal von Clisson strukturierte sich im 12. Jahrhundert um die Burg Clisson, den Sitz der Herren von Clisson, darunter auch der berühmte Olivier V. de Clisson, Connétable von Frankreich. Die Gegend profitierte in dieser Zeit von ihrer Grenzlage, die sie von Steuern auf Handelswaren ausnahm. Während der Revolution, vor allem während des Vendeeraufstands, wurde die Stadt verwüstet.

Clisson
Lage von Clisson im Département Loire-Atlantique
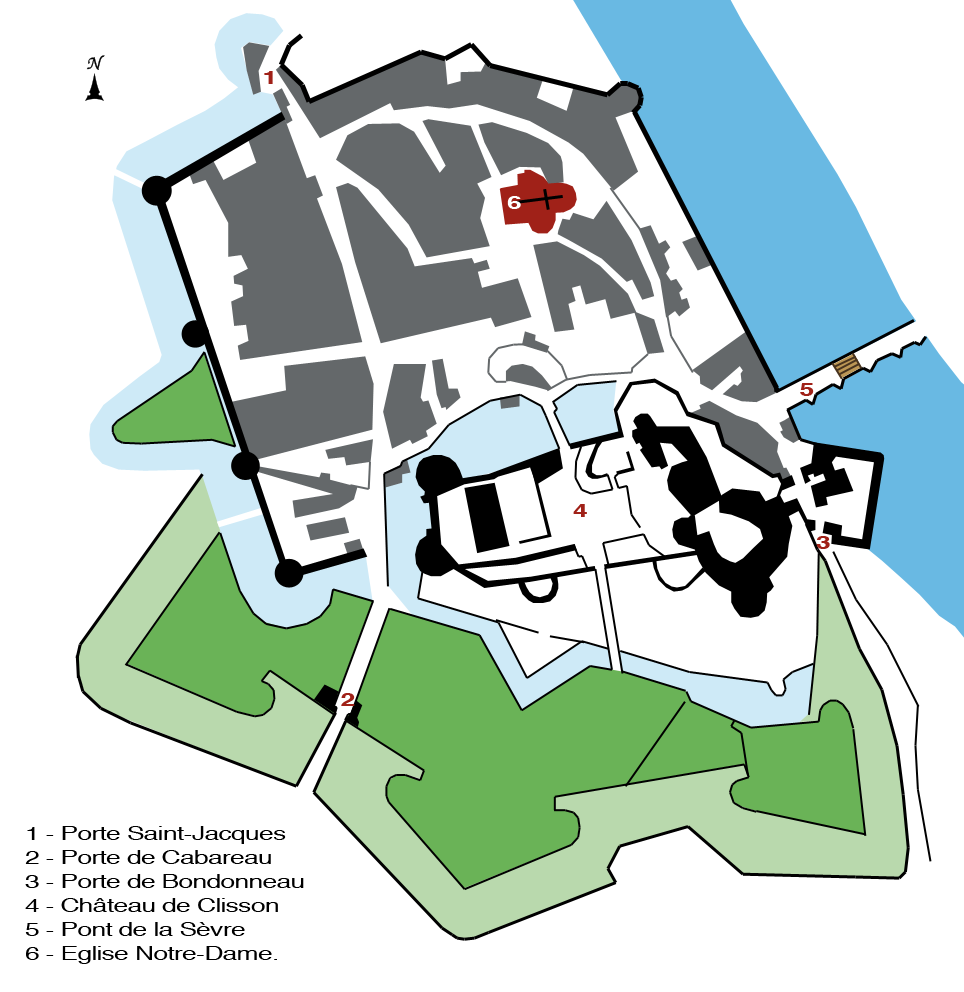
Mauern von Clisson
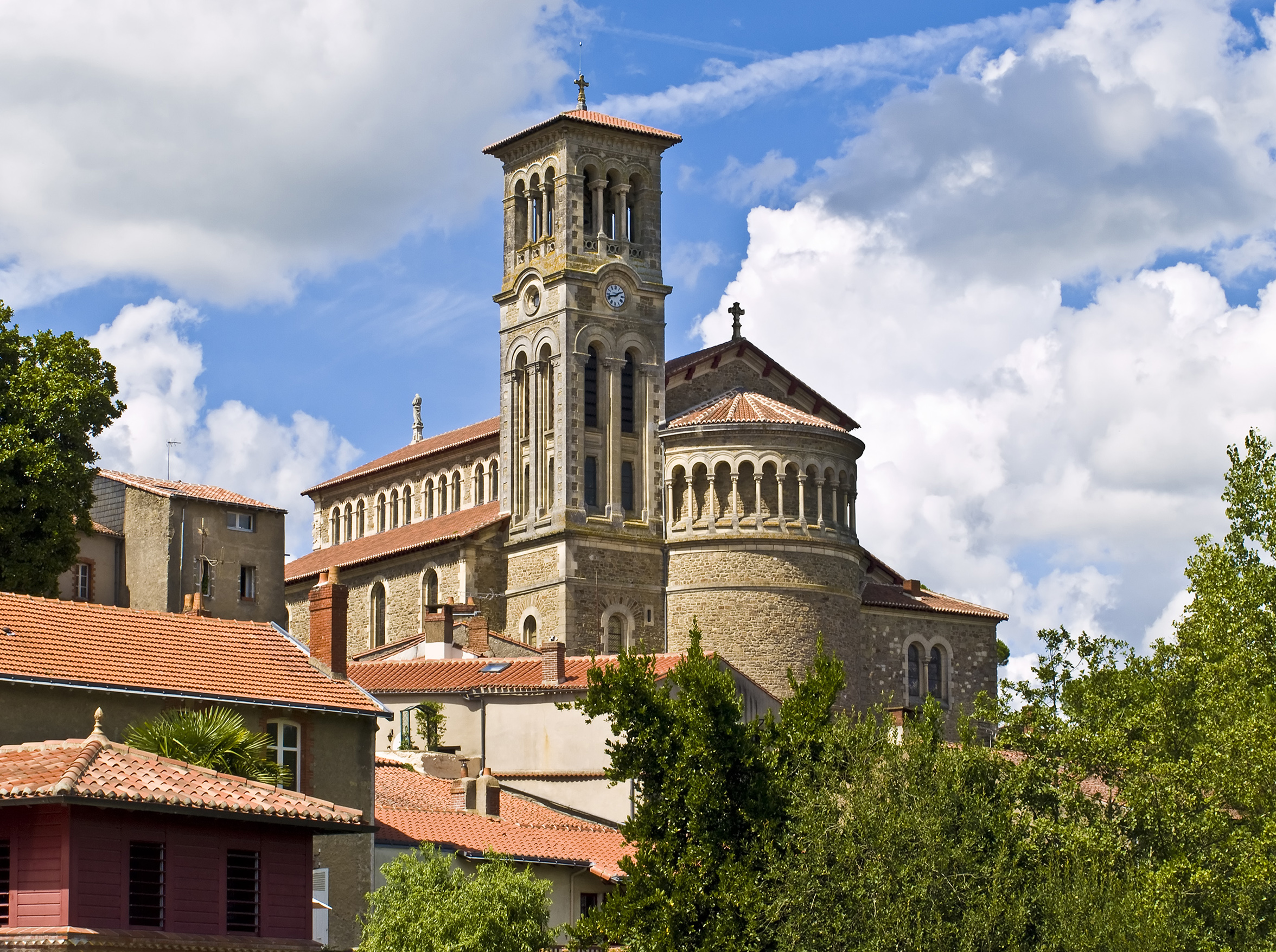
Kirche Notre-Dame

### Bevölkerungsentwicklung
- 1962: 3719
- 1968: 4179
- 1975: 4537
- 1982: 4959
- 1990: 5495
- 1999: 5939
- 2007: 6691
- 2017: 7187

## Sehenswürdigkeiten
Siehe auch: Liste der Monuments historiques in Clisson
- Burg Clisson, 11. Jahrhundert
- Kirche Notre-Dame
- Chapelle des Templiers
- Chapelle St Jacques
- Moulin de Plessard

## Persönlichkeiten
- Familie Clisson (u. a. mit Jeanne de Belleville und Olivier V. de Clisson) mit Stammsitz Burg Clisson
- Frédéric Lemot (1772–1827), Bildhauer

## Städtepartnerschaften
- Klettgau, Deutschland, seit 1976
- Alatri, Italien, seit 2001
- Cowbridge, Wales, seit 1991